# ليفان كوبياتشفيلي
ليفان كوبياتشفيلي (مواليد 10 يوليو 1977 في تبليسي - الاتحاد السوفييتي) لاعب كرة قدم جورجي يلعب حاليا لصالح نادي الدرجة الأولى هرتا برلين الألماني منذ 2010 في مركز الوسط المدافع كما يجيد اللعب في مركز قلب الدفاع .

## روابط خارجية
- ليفان كوبياتشفيلي على موقع الاتحاد الدولي (مؤرشف)  (الإنجليزية)
- ليفان كوبياتشفيلي على موقع الاتحاد الأوربي (الإنجليزية)
- ليفان كوبياتشفيلي على موقع قاعدة بيانات كرة القدم.إي يو (الإنجليزية)
- ليفان كوبياتشفيلي على موقع بيانات كرة القدم. دي إي (الألمانية)
- ليفان كوبياتشفيلي على موقع ناشيونال فوتبول تيمز (الإنجليزية)
- ليفان كوبياتشفيلي على موقع Soccerbase.com (لاعب) (الإنجليزية)
- ليفان كوبياتشفيلي على موقع Soccerway.com (الإنجليزية)
- ليفان كوبياتشفيلي على موقع عالم كرة القدم.نت (الإنجليزية)
- ليفان كوبياتشفيلي على موقع كووورة
- ليفان كوبياتشفيلي على موقع AS.com (الإسبانية)